# Волков, Михаил Прокофьевич
Михаил Прокофьевич (в наградном листе — Петрович) Волков (1923—1990) — старший сержант Рабоче-крестьянской Красной Армии, участник Великой Отечественной войны, Герой Советского Союза (1945).

## Биография
Михаил Волков родился 23 ноября 1923 года в деревне Ферлюдино (ныне — Пензенский район Пензенской области) в семье крестьянина. Получил неполное среднее образование. В марте 1942 года он был призван на службу в Рабоче-крестьянскую Красную Армию Пензенским городским военным комиссариатом. С ноября 1942 года — на фронтах Великой Отечественной войны. Принимал участие в боях на Центральном, Белорусском, 1-м и 2-м Белорусских фронтах. В боях три раза был ранен. К январю 1945 года старший сержант Михаил Волков командовал пулемётным расчётом 47-го стрелкового полка 15-й стрелковой дивизии 65-й армии 2-го Белорусского фронта. Отличился во время освобождения северной Польши.
27 января 1945 года Волков переправился через Вислу в районе посёлка Гросс-Вестпален в 4 километрах к юго-западу от Грудзёндза (ныне село Polskie Stwolno, гмина Драгач, Свецкий повят, Куявско-Поморское воеводство, Польша) и пулемётным огнём сковал действия противника, что обеспечило успех переправы через реку основным силам. Расчёту удалось отразить несколько вражеских контратак. Когда весь расчёт выбыл из строя, Волков, несмотря на полученное ранение, поля боя не покинул, продолжая вести огонь по противнику, уничтожив около 50 солдат и офицеров. 2 февраля он получил тяжёлое ранение и был отправлен в госпиталь.
Указом Президиума Верховного Совета СССР от 10 апреля 1945 года за «мужество и героизм, проявленные при форсировании Вислы и в боях на захваченном плацдарме» старший сержант Михаил Волков был удостоен высокого звания Героя Советского Союза с вручением ордена Ленина и медали «Золотая Звезда» за номером 8162.
После окончания войны Волков был демобилизован в звании старшина. Проживал в д. Ферлюдино (Саловский сельсовет) Пензенского района. Принимал участие в Парадах Победы в 1985 и 1990 годах.
Умер в 1990 году. Похоронен на Новозападном кладбище г. Пензы.
Был также награждён орденами Отечественной войны 1-й степени и Красной Звезды, а также рядом медалей.